# Anatole Dauvergne
Pour les articles homonymes, voir Dauvergne.
Anatole Dauvergne, né à Coulommiers le 28 septembre 1812 et mort dans la même ville le 13 avril 1870, est un peintre, restaurateur d'art, archéologue et historien de l'art français.

## Biographie

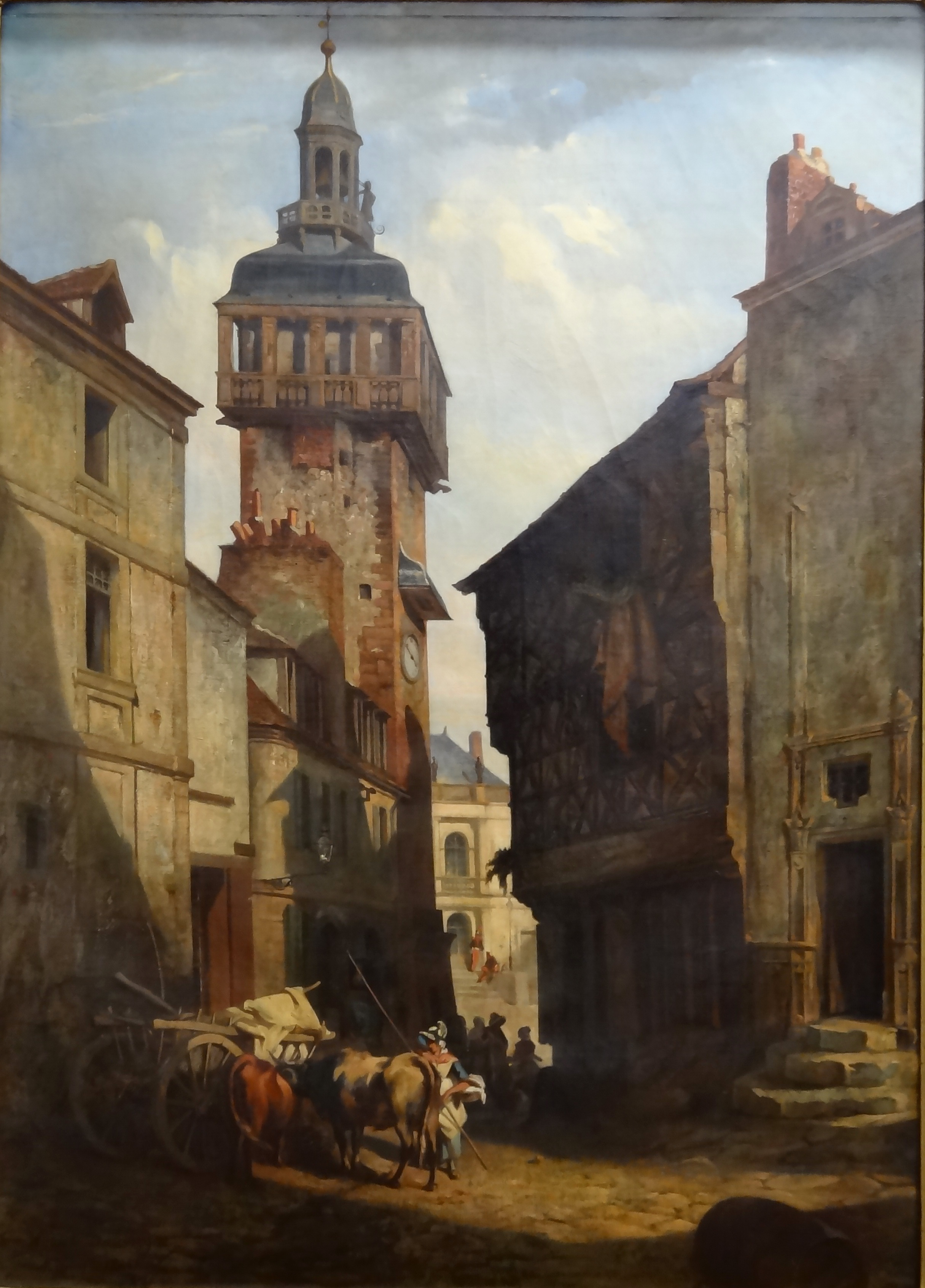
Le Jacquemart, Moulins, musée Anne-de-Beaujeu.

Fils d'un marchand épicier, Anatole Dauvergne fait des études classiques à Paris et suit une formation dans l'atelier de Léon Cogniet. Puis il part pour la Normandie. Il débute au Salon en 1837 avec La Grange aux dîmes de Provins. Il y présente une Vue de la Vallée de Montmorency et La Veillée du Camaldule en 1838. En 1839, il expose encore au Salon puis part pour l'Italie.
En 1845, l'architecte Aymon Mallay lui confie la restauration des deux absidioles de la crypte de Notre-Dame-du-Port à Clermont-Ferrand. Il récole des fresques médiévales pour Prosper Mérimée et Eugène Viollet-le-Duc.
En tant qu'archéologue, Anatole Dauvergne fera quatre vingt trois communications au comité impérial dont il est membre. Ces dernières paraissent dans le Bulletin de cette société, et ses travaux lui valent la Légion d'honneur. Il habite alors au 57, rue d'Hauteville à Paris.
Il reçoit la commande de la décoration du Petit-séminaire de Saint-Pé-de-Bigorre en 1858 pour une somme de 4 000 francs. Il y travaille quelques mois à l'été 1860, et l'œuvre est achevée en septembre de la même année.
Anatole Dauvergne écrit dans L'Éclaireur des articles sur les localités de la région et, en 1861, l'almanach local publie son étude sur le peintre de Coulommiers, Valentin de Boulogne, et des notices sur les communes d'Amillis et Aulnoy.
Il est l'un des fondateurs de la Société d'archéologie, sciences, lettres et arts du département de Seine-et-Marne, dont il est également président de la section de Coulommiers. Il meurt le 13 avril 1870.

## Distinctions
- Officier d'académie
- Chevalier de la Légion d'honneur

## Publications
- Album de l'Exposition de l'Industrie de 1844, introduction, Paris, éd. Désiré Guilmard, 1844, 24 p.[4]
- « Le style roman », in: La connaissance des styles de l'ornement, éd. Désiré Guilmard, 1847.
- Communication sur l'église d'Aulnoy avant l'effondrement de la voûte, 1850.[réf. nécessaire]
- Communication sur la Commanderie Templière de Coulommiers, 1850.[réf. nécessaire]
- « Notice sur l'ancienne commanderie de l'Hôpital-sur-Coulommiers », Bulletin du Comité de la langue, de l'histoire et des arts de la France, t.II, 1853-1855.
- Études historiques et archéologiques sur la ville de Coulommiers, chez Alexandre Brodard, 1863, 39 p.
- Communication sur le château de Mouroux.[réf. nécessaire]

## Œuvres dans les collections publiques
- Clermont-Ferrand, 
  - basilique Notre-Dame-du-Port : réfection des peintures murales des deux absidioles de la crypte, 1845 ;
  - musée d'Art Roger-Quilliot : Portrait de John Milton, vers 1840[5] ;
- Coulommiers, musée municipal des Capucins : Le Petit garçon aux cerises, 1837 ;
- Issoire, église Saint-Austremoine : restauration de 1857 à 1860 de peintures murales[6],[7] ;
- La Cerlangue, lieu-dit Saint-Jean d'Abbetot, église paroissiale Saint-Jean-Baptiste :
  - Restauration de peintures murales du XIIIe siècle[8] en 1855 :
    - Vie de Saint-Martin. Un relevé antérieur permet de connaître l'état de l'œuvre avant restauration ;
    - Christ Juge, dans la crypte. Les symboles du tétramorphe furent intervertis au cours de la restauration ;
    - restauration de 1855 à 1856 du retable et de l'autel, d'après les frères Limbourg. Les angelots peints dans les écoinçons des arcs des oratoires furent effacés lors de la restauration de 1970.
- Moulins, musée Anne-de-Beaujeu : Le Jacquemart, huile sur toile.
- Paris, département des Arts graphiques du musée du Louvre : Feuille d'études phisiognomoniques, 1848, dessin ;
- Saint-Pé-de-Bigorre, petit séminaire :
  - Portrait de Mgr Bertrand-Sévère Laurence, 1845-1860 ;
  - Le Christ bénissant les petits enfants, 1858-1860, orne le cul-de-four du chœur de la chapelle du petit séminaire ;
- Vichy, église Saint-Louis : peinture murales, 1863-1865.

## Salons
- 1837 : La Grange aux dîmes de Provins ;
- 1838 : Vue de la vallée de Montmorency ; La veillée de Camaldule ;
- 1839 : La Mort du comédien ;
- 1840 : La Rue couverte près du port ; À Gênes ; La Tour de François 1er ; Au Havre ; Un Canal à Venise ;
- 1841 : Les Contadines de Venise ; Raphaël et la Fornarina ; Un paysan hongrois ; Le Tombeau de Léopold Robert, dans le cimetière de San-Cristoforo, près de Venise ;
- 1860 : Portrait de Mgr Bertrand-Sévère Laurence.

## Expositions
- jusqu'au 26 février 2006 : Coulommiers, musée municipal des Capucins, exposition sur les œuvres d'Anatole Dauvergne.